# Kampfbund um Erich Prenzlau
Der Kampfbund um Erich Prenzlau war eine kommunistische Widerstandsgruppe gegen den Nationalsozialismus in Berlin während des Zweiten Weltkriegs.

## Geschichte
Die Widerstandsgruppe wurde 1938/39 von Erich Prenzlau, Erich Krause, Wilhelm Jakob, Gustav Dziobaka und vielen anderen Mitstreitern gegründet. Sie hatte zwischen 40 und 100 Mitglieder aus unterschiedlichen politischen Richtungen. Sie engagierten sich in verschiedenen Großbetrieben, zum Beispiel bei Daimler-Benz in Berlin-Marienfelde wurde eine Gruppe gegründet. Ferner gründete im Jahr 1941 in Genshagen bei Ludwigsfelde Arthur Ladwig im Flugzeugmotorenwerk eine oppositionelle Widerstandsgruppe, die durch den kaufmännischen Angestellten Erich Prenzlau mit einer Gruppe in den Schwartzkopfwerken in Wildau (später: Berliner Maschinenbau AG) koordiniert wurde. Die Mitglieder erhielten braune Erkennungsmarken.
Der Kampfbund (KB) unterstützte Angehörige inhaftierter Widerstandskämpfer und half (versteckten) Juden mit Geld, Lebensmittelkarten, Lebensmitteln und der Gewährung von Unterkunft. Mit den Erlösen aus einer „Lotterie“ wurden die Zielpersonen unterstützt. Die Gruppe verteilte zudem diverse, illegale Schriften wie Die Rote Fahne oder das eigene Medium Was will der Kampfbund und die Betriebszeitung Arbeiter- und Soldatenrat. Zusätzlich wurden auch Flugblätter unter die Leute gebracht. In den Brandenburger Waldgebieten führten einige Mitglieder der Gruppe Wehrsportübungen durch. Dies geschah natürlich ohne Waffen.
Im Mai 1943 wurden mindestens 29 Mitglieder (möglicherweise auch über 40 Mitglieder) verhaftet, vor allem auch aufgrund schlecht codierter Tarnnamen auf den Mitglieder- und den Beitragslisten. Unter den Verhafteten waren Arthur Ladwig, Erich Prenzlau, Erich Krause, Wilhelm Jakob und Gustav Dziobaka.

## Gerichtsverfahren und Urteile
Mindestens 18 Mitglieder wurden in Berlin zum Tode verurteilt und hingerichtet. Die Verhandlungen fanden vor dem Volksgerichtshof und dem Kammergericht in Berlin statt. Kurt Schöne, Erwin Petsch, Alfred Sonneson, Walter Sichert, Friedrich Krummel, Werner Gutsche, Paul Schütze und Otto Lemm wurden vom Kammergericht Berlin (2. Strafsenat / Aktenzeichen: 7 O Js 254/43a und 7 O Js 254/43b / acht Todesurteile) vom Vorsitzenden Richter Rothenburg und den Beisitzern Schönfeld und Dr. Heuer zum Tode verurteilt. Der Staatsanwalt war ein Dr. Schröder. Ebenfalls vom Kammergericht (Aktenzeichen: 7 O Js 254/44a) wurden Jans Schwenke und Herbert Reinert zum Tode verurteilt.
Der 3. Strafsenat des Kammergerichts (Vorsitzender: Kammergerichtsrat Strack) verhängte im letzten Prozess (Aktenzeichen: 7 O Js 205/44c) sehr milde Urteile. Beim Volksgerichtshof lief das „Verfahren gegen Erich Prenzlau und andere“ unter dem Aktenzeichen 10 J 631/43. Dort verhängte der 1. Senat des Volksgerichtshofes zehn Todesurteile: gegen Erich Prenzlau, Gustav Dziobaka, Wilhelm Jakob, Arthur Ladwig, Ernst Kühn, Albert Zimmermann, Ernst Jessen, Erich Krause, Otto Grabowski und Willi Schulz.

## Vollstreckungen, in der Haft verstorbene Mitglieder und überlebende Mitglieder
Folgende Mitglieder wurden im Zuchthaus Brandenburg-Görden hingerichtet: Gustav Dziobaka, Otto Grabowski (Wildau), Werner Gutsche, Erich Krause, Friedrich Krummel, Ernst Kühn, Arthur Ladwig, Otto Lemm (Wildau), Erich Prenzlau, Kurt Schöne, Paul Schulze, Paul Schütze, Jans Schwenke, Walter Sichert und Alfred Sonneson. Karl Scherer starb entweder im Zuchthaus Sonnenburg oder auf einem Transport am Ende des Krieges. Seine letzte Nachricht stammt vom 15. Januar 1945 aus dem Zuchthaus Sonnenburg. Fritz Kannenberg starb ebenfalls im Zuchthaus Sonnenburg. Jans Schwenke und Herbert Reinert starben in Berlin-Plötzensee. Mindestens zwei Mitglieder, die eine Freiheitsstrafe verbüßen mussten, starben ebenfalls am Kriegsende in den Zuchthäusern und Gefängnissen. Ewald Reinke und Erich Häumann überlebten den Krieg. Ewald Reinke konnte Ende April 1945 aus dem Zuchthaus Brandenburg-Görden befreit werden.

## Gedenktafeln/Stolpersteine/Ehrenmäler/Gedenksteine in Berlin und Umgebung
→ Liste der Gedenkorte des Kampfbundes um Erich Prenzlau